# Fioravanti (bebida)
Fioravanti es una de las gaseosas más antiguas en el mundo. Fue comercializada por primera vez en 1878 en el Ecuador. Fue adquirida en 1991 por la Coca-Cola Company. 
Es una bebida gaseosa con sabor a frutas. El sabor principal es de fresa. También existe con sabor a manzana. En 2001, se introdujo el sabor a uva, pero duró apenas un año y fue retirada del mercado. Hubo también sabor piña, pero tampoco tuvo éxito en el mercado ecuatoriano.
En Ecuador es casi una tradición beber Fioravanti. Se la conoce comúnmente como Fiora Fresa y Fiora Manzana.

## Historia
Fioravanti es una bebida guayaquileña. Las familias Fioravanti y Peré describen sobre el origen y desarrollo de la gaseosa, que nació en Guayaquil en 1878, y que ahora pertenece a la compañía multinacional The Coca-Cola Company, que la vende también en España.
Son muy pocos los que, al tomar un vaso de Fioravanti, saben que, posiblemente, esta gaseosa guayaquileña sea una de las más antiguas de América. Y que incluso es anterior a la Coca-Cola, que nació en EE. UU. en 1886. 
Son varias las piezas de este rompecabezas histórico. Las primeras son dos fechas de nacimiento y dos familias, una responsable de su origen y otra del desarrollo de la marca, por más de 19 años está en manos de The Coca-Cola Company. Embotellada por Ecuador Bottling Company hasta el año 2010; después por la embotelladora ARCA desde 2011. 
Fioravanti existe desde 1878. La misma fecha la dan Alejandro y Luis Peré Cabanas, miembros de la familia a la que Francisco Calderón Alvarado se la vendió (1940). 
Previamente, Calderón la compró al italiano Juan F. Fioravanti, primo de Giuseppe Fioravanti, según aclara José Fioravanti, nieto de este último. 
El historiador Guillermo Arosemena da otra fecha: En 1881 Juan F. Fioravanti, en el barrio del Astillero, abrió una fábrica de sodas, aguas minerales y jarabes de toda clase, cuyo gaseosa de mayor venta fue Chinchiví. En 1901 esta se incendió y Fioravanti tuvo que empezar de cero. 
Y en 1912, Giovanni Fioravanti adquirió la fábrica de gaseosas de Agostino Mórtola de Benardi, ubicada donde hoy se levanta la Biblioteca Municipal. 
Arosemena, en su historia de La Industria de las bebidas embotelladas y alcohólicas, no señala que Fioravanti sea la cola más antigua de América, como sostiene Alejandro Peré. Solo indica que desde la década del 40 Coca-Cola se empezó a producir en la urbe. 

### En manos de los Peré
El químico Luis Peré Cabanas tenía 10 años de edad cuando su padre, el español José Peré Abenoza, en sociedad con su tío, Teodoro, el cuñado de su progenitor, Francisco Dalmau y Mariano Colás le compraron la Fioravanti a “Pancho” Calderón. 
Luis es el tercero de los hijos de Peré y Mercedes Cabanas. A sus 79 años labora en su oficina, ubicada al lado de donde funcionó la última embotelladora de la familia, en el km 3,5 de la Av. Carlos Julio Arosemena. Son sus hermanos José, Alejandro y Santiago; Ricardo y Carmen ya fallecieron. 
S. A. Bebidas Efervecentes fue la empresa que el patriarca de los Peré formó en 1942 para producir la cola. La embotelladora estaba ubicada en las calles Manabí y Chile. Tenía una máquina de pedal que el empresario cambió por otras modernas. 
Además, “mejoró el reparto y las ventas, pues cuando adquirió la embotelladora, se vendía (la cola) en una carreta tirada por un burro...”. ‘¿Con qué reemplazaron al burro?’, ‘¿con un triciclo?’. “No, siguió el pobre burro...”, responde con un sonrisa. 
José Peré empezó a usar esencias importadas de Inglaterra. Luego Fioravanti se convirtió en la primera cola que en Ecuador se envasó en botellas de vidrio, con etiquetas en vidrio, no de papel. 
Después la fábrica se trasladó a San Martín y Eloy Alfaro, donde implementaron camionetas y camiones. En Manabí y Chile se construyó una nueva planta más moderna, donde se produjo la cola negra American Cola. Luego se lanzó Fioravanti de mandarina, pero “la reina de la empresa era la fresa”, asegura Peré. En el 50 lanzaron la cola Barrilitos Ok de naranja, negra y lima limón. 
Su padre controló la empresa hasta 1980, cuando quedó en manos de su madre. En 1990 los Peré vendieron la Fioravanti a The Coca-Cola Company, a través del Grupo Noboa. Desde entonces, las dos gaseosas más antiguas de América están juntas.

## Comercialización internacional
Fioravanti está presente en países como Inglaterra, Chile, Estados Unidos, Italia, Alemania, Francia, Brasil, España.
Debido al alto número de inmigrantes ecuatorianos en España, Coca-Cola decidió llevar la Fiora Fresa a España, para un periodo de pruebas de tres meses que comenzó a mediados de octubre de 2006.

## Productos
1. Fioravanti - Fresa (Principal producto)
2. Fioravanti - Manzana (Producto secundario)

## Información nutricional
Presentación de 410 ml. contenido neto.
| Tamaño Porción  | Porciones por envase |
| --------------- | -------------------- |
| 1 vaso (240 ml) | 1.7                  |

| Compuesto             | Valores Diarios   |
| --------------------- | ----------------- |
| Energía/Calorías      | 420 kJ (100 kcal) |
| Grasa Total           | 0 g (0%VD)        |
| Sodio                 | 25 mg (1% VD)     |
| Carbohidratos Totales | 26 g (9% VD)      |
| Azúcares              | 26 g              |
| Proteína              | 0 g (0% VD)       |

No es fuente significativa de Grasa Saturada, Calorías de Grasa, Grasas Trans, Colesterol, Fibra Dietética, Vitamina A, Vitamina C, Calcio y Hierro. Los porcentajes de los Valores Diarios están basados en una ingesta diaria recomendada de 8380kJ (2000 calorías). Sus valores diarios pueden variar más o menos dependiendo sus necesidades energéticas (calorías).